# Vedran Runje
Vedran Runje (Sinj, 10 de Fevereiro de 1976) é um ex futebolista croata. 
Atualmente é treinador de guarda-redes do FC Porto.
Fez parte da seleção croata na Euro 2008.